# انتخابات مجلس مؤسسان دوم ایران
انتخابات مجلس مؤسسان ایران در اسفند ۱۳۲۷ و فروردین ۱۳۲۸ برگزار شد.
محمدرضا شاه در ۹ اسفند ۱۳۲۷ با پیشنهاد دولت محمد ساعد فرمان برگزاری انتخابات مجلس مؤسسان را صادر کرد. پس از این فرمان، نخست‌وزیر با حضور یافتن در جلسه مجلس، هدف از تشکیل مجلس مؤسسان را به صورت زیر برای نمایندگان اعلام کرد.
1. بازنگری و تکمیل اصل ۴۸ قانون اساسی
2. تنظیم و تصویب اصل جدیدی به منظور تعیین طرحی برای بازنگری در اصل قانون اساسی و متمم آن
3. بازنگری در اصل ۴۴ قانون اساسی در صورتی که تا موقع تشکیل مجلس مؤسسان نظامنامه مجلس سنا از تصویب مجلس نگذشته باشد.[۱]

انتخابات در هنگامی برگزار گردید که شاه در ۱۵ بهمن مورد ترور نافرجامی قرار گرفته بود و کشور در شرایط اضطراری و تحت قوانین حکومت نظامی اداره می‌شد، و نتایج آن با شک و تردیدهایی همراه بود و در جریان اعلام نتایج انتخابات تنها اسامی افراد اعلام شد و از ذکر تعداد رای‌ها خودداری کردند.
 سرانجام این مجلس با ۲۷۲ نماینده از ۸۲ حوزه رای‌گیری در نخستین روز اردیبهشت ماه ۱۳۲۸ با سخنرانی شاه گشایش یافت و مجلس مؤسسان آغاز به کار نمود.